# Aḩmadābād-e Harandī
Aḩmadābād-e Harandī (persiska: Aḩmadābād, احمد آباد هرندی) är en ort i Iran.   Den ligger i provinsen Kerman, i den centrala delen av landet, 700 km sydost om huvudstaden Teheran. Aḩmadābād-e Harandī ligger 1 411 meter över havet och antalet invånare är 210.
Terrängen runt Aḩmadābād-e Harandī är platt åt nordost, men åt sydväst är den kuperad. Runt Aḩmadābād-e Harandī är det ganska glesbefolkat, med 42 invånare per kvadratkilometer. Närmaste större samhälle är Ḩasanābād-e Zandī, 12,5 km sydost om Aḩmadābād-e Harandī. Trakten runt Aḩmadābād-e Harandī är ofruktbar med lite eller ingen växtlighet.